# Kammeckers kvarn

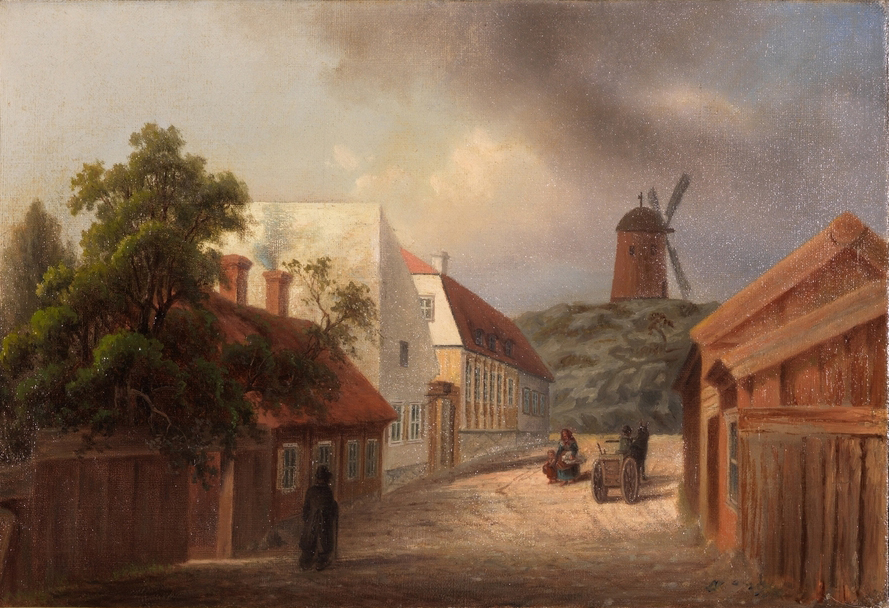
Kammeckers kvarn och malmgård

Kammeckers kvarn, eller Tyskbagarkvarnen, var en väderkvarn på Tyskbagarbergen på Ladugårdslandet (nuvarande Östermalm) i Stockholm.
År 1667 ansökte den från Tyskland invandrade bagaren Mårten Kammecker om tillstånd att uppföra två väderkvarnar på sina ägor i Ladugårdslandet. 1670 beviljades tillstånden av Kunglig Majestät och kort därpå påbörjades resandet av kvarnhusen. Den ena kvarnen placerades i fonden av Jungfrugatan medan den som kom att gå under namnet Kammeckers kvarn placerades på krönet av Tyskbagarbergen mitt för Seved Bååts gata nuvarande Nybrogatan). Kammeckers kvarn var en hättekvarn (även kallad holländare) där kupolen vreds mot vindriktningen.
Strax söder om Kammeckers kvarn, vid nuvarande Nybrogatan 75, lät 1710 Joachim Kammecker (1642–1732), som var en av Mårten Kammeckers söner, uppföra en vacker och berömd malmgård – den Kammeckerska Malmgården. Hela egendomen köptes 1784 av kongl. sekreteraren Fredrik Brandel (1754–1829). Han lät 1794 riva kvarnen då han inte ansåg sig ha något behov för den. 1810 lät han dock uppföra en ny kvarn på samma plats för malning åt Ladugårdslandets båda kronobrännerier: Större- och Mindre bränneriet.
Den 29 november 1854 brann kvarnen ner till grunden, och därmed avslutades kvarnepoken i Tyskbagarbergen.